# Geschiedenis van de Verenigde Staten
Dit artikel behandelt de geschiedenis van de Verenigde Staten van Amerika, de prehistorie van het gebied daarbij inbegrepen. De geschiedenis in strikte zin begint met de komst van Europeanen in de 16e eeuw. De Spanjaarden, Engelsen en Fransen stichtten vervolgens een aantal koloniën in Noord-Amerika. De Verenigde Staten bevochten hun politieke zelfstandigheid tijdens de Amerikaanse Revolutie (1775-1783). De Amerikaanse Burgeroorlog (1861-1865) was een duidelijke breuk in de ontwikkeling van de jonge natie.
Van een agrarisch land bestaande uit los met elkaar verbonden deelstaten zijn de Verenigde Staten sinds de Tweede Wereldoorlog het rijkste en machtigste land ter wereld geworden. De opkomst van de Verenigde Staten als wereldmacht begon in het midden van de 19e eeuw met de expansie naar het westen toe en na de Amerikaanse Burgeroorlog werd deze uitbreiding doorgezet. De instroom van immigranten voedde ook de economische expansie van het land. Met de interventies in de Eerste en Tweede Wereldoorlog was de positie van de Verenigde Staten als wereldmacht verzekerd.

## Precolumbiaans Amerika
Onze kennis van de periode voor 1607 berust uitsluitend op archeologische en Spaanse bronnen.
De indianen, de oorspronkelijke bewoners van Noord- en Zuid-Amerika, stammen af van migranten uit het noordoosten van Siberië die over de Beringstraat naar Amerika zijn getrokken. Bijna alle indianen hebben zwart sluik haar en een donkere huidskleur. Lange tijd is gedacht dat de zogenoemde Cloviscultuur de komst van de eerste mensen van over de Beringstraat vertegenwoordigde. Recente vondsten en genetisch onderzoek toonden echter dat hun voorouders zich hier al veel eerder gevestigd hadden.
Zowel in het zuidwesten, in de streek waar de huidige vier staten Colorado, New Mexico, Arizona en Utah tezamen komen (de Anasazi) en in het Mississippigebied (Cahokia) bestonden inheemse culturen die een aanzienlijk peil van ontwikkeling gekend hebben. Cahokia was bijvoorbeeld een fikse stad tijdens de Europese middeleeuwen. Tot een hoogcultuur zoals in Mexico of Zuid-Amerika is het echter op het grondgebied van de Verenigde Staten niet gekomen.
In het gebied ten noorden van Mexico leefden naar schatting ongeveer een half miljoen indianen op het moment dat de kolonisatie vanuit Europa begon. Hun leefwijzen verschilden sterk: sommigen waren nomaden, anderen leefden sedentair. Zowel landbouw, jacht als visserij werden door hen bedreven. Er bestonden meer dan zeshonderd indianentalen.

## Spaanse expedities
De eerste Europeanen die noordelijk Amerika trachtten binnen te dringen waren de Spanjaarden. Deze hadden zich voordien gevestigd in Mexico. Op het moment dat zij het noorden verkenden, bestond het huidige grondgebied van de Verenigde Staten hoofdzakelijk uit uitgestrekte wouden, prairies en woestijnen. Hernando de Soto trok in 1539 Florida binnen en begon een expeditie door het zuidoosten. Hij werd echter in 1541 door de Mississipiërs verslagen en stierf als gevolg hiervan. Zijn expeditie leverde niet de rijke buit op die hij ervan voorspeld had en dit maakte voorlopig een eind aan Europese inmenging. Toch had het contact een belangrijk gevolg: de invoering van het paard. Dit dier zou het leven van de bevolking van de uitgestrekte prairie sterk veranderen.

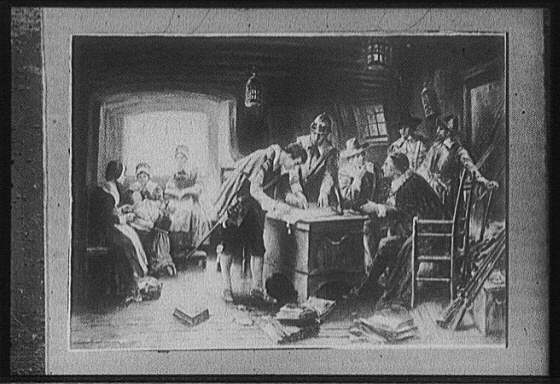
Pilgrims tekenen het Mayflower Compact

## De koloniale tijd (1607-1763)

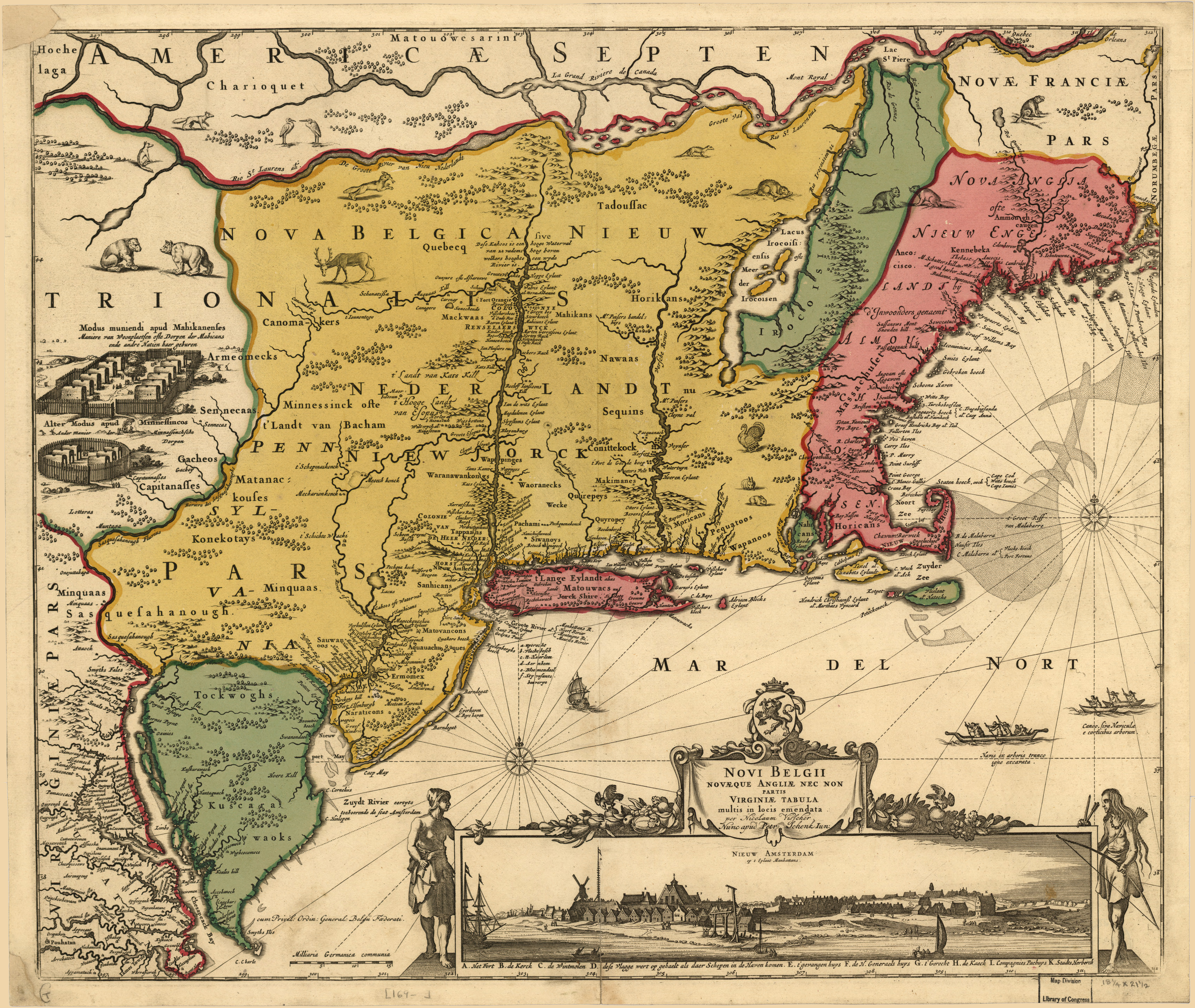
Kaart uit 1685 van Nieuw-Nederland en New England door Nicolaes Visscher.

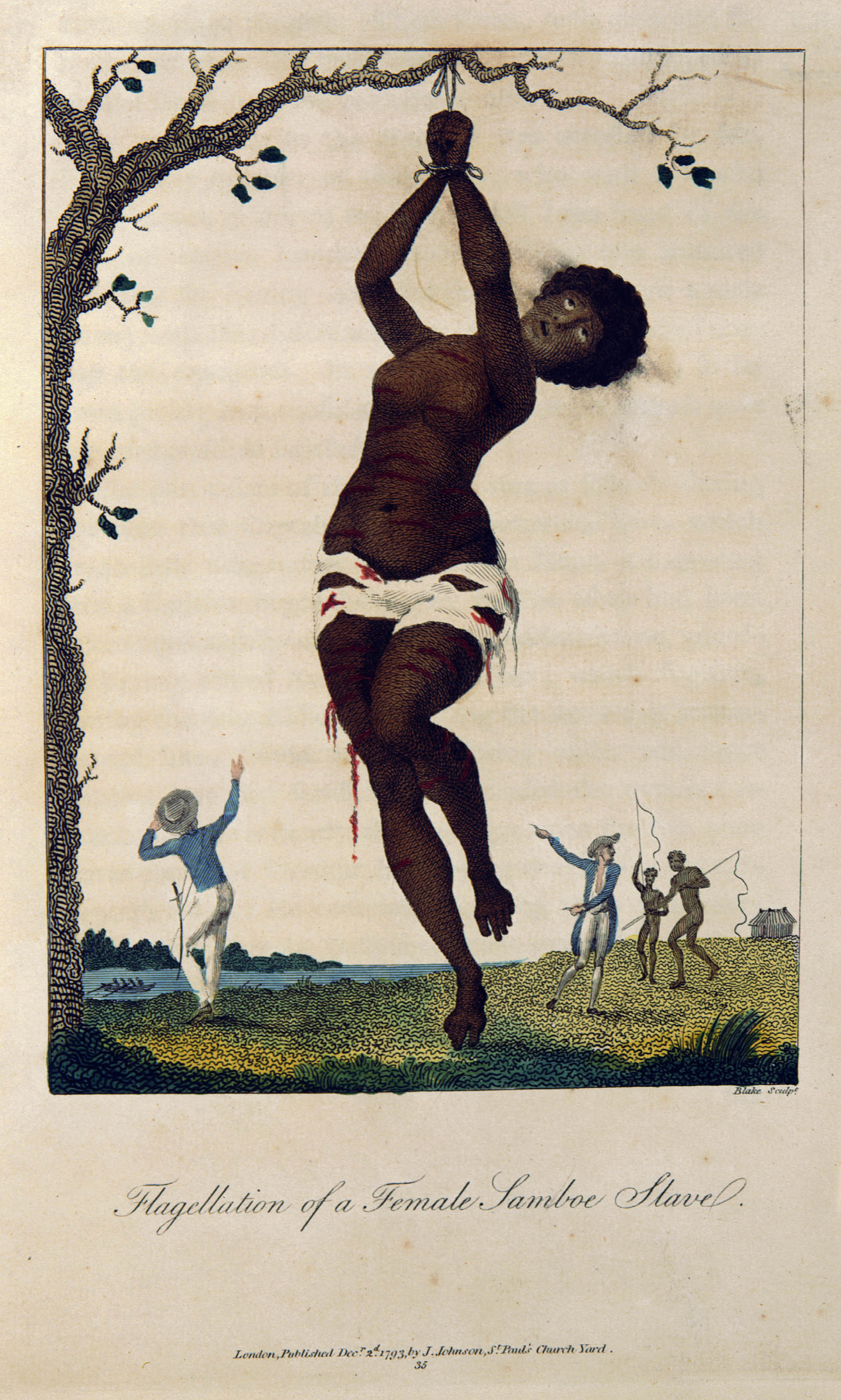
Geseling van een slavin, verbeeld door William Blake (1796).

In 1607 stichtten Engelse kolonisten Jamestown, de eerste permanente nederzetting in wat thans Virginia is; in 1620 kwamen de Pilgrim Fathers aan in Massachusetts. Langzaamaan breidden de Engelsen hun koloniën aan de Amerikaanse oostkust uit; op termijn ontstonden hier dertien koloniën. Georgia, gesticht in 1733, was hiervan de laatste. Meer in het binnenland bouwden de Fransen in Louisiana en in Quebec een keten van forten. Ook Spanje vestigde koloniën in Noord-Amerika, met name in Florida en wat later Mexico en de zuidwestelijke staten van de VS zouden worden.
Deze periode stond mede in het teken van de verdrijving van de indianen, vaak met geweld, door Engelse en andere Europese kolonisten. Deze bouwden vooral in de Zuidelijke koloniën aan de Oostkust een slaveneconomie op, gebaseerd op de export van tabak en andere producten naar Europa. In Europa beschouwde men de koloniën doorgaans als wingewesten. Hun belangrijkste taak was het leveren van grondstoffen. Conform de heersende economische theorie van het mercantilisme werd de opbouw van een eigen nijverheid in de overzeese gebieden verboden of tegengewerkt.
In de loop van de 18e eeuw begonnen de philosophes, de verlichtingsdenkers, de koloniale exploitatie ter discussie te stellen. Zij verdedigden het gelijkheidsbeginsel. Sommigen, met name de Franse Abbé Raynal, waren zelfs van mening dat het proces van kolonisering zowel voor Europa als voor de koloniën niets dan rampen en ellende had gebracht. Veel invloed hadden dergelijke opvattingen vooralsnog niet.
De Europeanen voerden ook menigmaal onderling strijd, vaak in samenwerking met verschillende indianenstammen, om zodoende hun koloniale rijken te versterken of uit te breiden. De grote mogendheden, met name Frankrijk en Engeland, in mindere mate Spanje, streefden ernaar een zo groot mogelijk deel van de wereld te beheersen. Ook om Noord-Amerika voerden zij een verbitterde strijd. Een reeks van oorlogen was het gevolg. Deze zijn merendeels genoemd naar de regerende vorsten. In de politiek van deze periode speelden dynastieke belangen veelal een doorslaggevende rol. Achtereenvolgens werden de volgende conflicten in de Nieuwe Wereld uitgevochten: de Oorlog van koning Willem (1688-1697), de Oorlog van koningin Anna (1702-1713), de Oorlog van koning George (1740-1748) en de Franse en Indiaanse Oorlog (1756-1763).
Tijdens de oorlog tussen Frankrijk en Engeland, de Zevenjarige Oorlog, die van 1756 tot 1763 ook in de overzeese gebiedsdelen werd uitgevochten, verloor Frankrijk vrijwel al zijn koloniën in Noord-Amerika. Nu de grootste concurrent van de Engelse kolonisten verslagen was, begonnen deze de bemoeienis van het moederland als hinderlijk te ervaren. De Britse regering probeerde daarentegen haar gezag te verstevigen, onder andere door er een permanent leger te stationeren. In 1763 waren een aantal indianenstammen in de Ohio-vallei onder leiding van Pontiac in opstand gekomen. Dit was voor de Britse regering reden om verdere expansie naar het westen te verbieden. Het was de bedoeling dat de Appalachen als grens, de zogenaamde proclamation line, fungeerden.
De Engelsen probeerden via diverse belastingmaatregelen de Amerikaanse onderdanen mee te laten betalen aan de militaire kosten van het imperium door de Zevenjarige Oorlog. Plannen voor diverse belastingwetten zoals de Stamp Act en de afgekondigde proclamation line droegen in hoge mate bij aan het uitbreken van de onafhankelijkheidsstrijd in 1775.

## De strijd om de onafhankelijkheid (1763-1789)
In de periode 1763-1789 werden de Verenigde Staten als natie geboren. Rond 1763 waren er aan de noordkust van het gebied 13 koloniën. Onder deze kolonisten groeide een sterk Amerikaans zelfbewustzijn. Vanuit Europa zag men de koloniën als een soort wingewest, dat mede moest bijdragen aan de betaling van de oorlogsschulden. Juist rond belastingheffing vanuit het moederland Engeland ontstond het conflict dat in 1776 leidde tot de onafhankelijkheid van de Verenigde Staten. De inzet voor de strijd met Engeland was de vraag: mag het moederland eigener beweging aan de koloniën belastingen opleggen? De kolonisten zeiden "nee", het moederland zei "ja".
In de periode 1763-1775 legde de Engelse regering allerlei belastingen aan de koloniën op:
- 1. De sugar act (1764):

De Amerikaanse kolonisten moesten invoerrechten op suiker betalen, terwijl smokkel streng werd bestraft. Hierdoor kwamen er ook huiszoekingen en inkwartieringen.
- 2. De Stamp act (1765)

Belasting op elk stukje papier (via een zegeltje).
- 3.The Townshend Duties (1767):

Invoerrechten op papier, lood, verf en thee. Vanaf 1770 was dit alleen nog maar op thee.
De kolonisten bestreden de rechtmatigheid hiervan. No taxation without representation, was een gevleugelde leuze in die tijd. In 1767 kwam de Engelse minister Townshend met nieuwe belastingen, onder andere op thee. De reactie op deze maatregelen was heftig. John Dickinson bestreed in een pamflet, Letters from a Farmer in Pennsylvania, de rechtmatigheid van deze nieuwe belastingen. Het kwam tot een openlijk en gewelddadig conflict toen een menigte in Boston de Engelse soldaten te lijf ging. De soldaten schoten op de mensen en de Boston Massacre (de slachting te Boston) was een feit. Ook op andere plaatsen (Rhode Island in 1772) kwam het tot uitbarstingen tegen de Engelsen. Bekend is voorts de The Boston Tea Party in 1773, een actie waarbij als indianen verklede patriotten thee vanaf Engelse schepen in de haven van Boston wierpen als protest tegen de belastingen op deze thee. Ook kwam de gedachte van onafhankelijkheid van het Engelse parlement op. James Wilson kwam in 1774 in een pamflet, "Considerations on the Nature and Extent of the Legislative Authority of the British Parliament" tot de conclusie dat het Parlement niets over de koloniën te zeggen had.
Onder druk van de Engelse maatregelen kwam in 1774 in Philadelphia voor het eerst het Continental Congress bijeen. Dit Congress verenigde de 13 koloniën in een samenwerkingsverband en het verklaarde onder meer de Engelse belastingwetten, The Coercive Acts, ongeldig. Tevens werd opgeroepen om de handel met Engeland te boycotten. In april 1775 volgde dan de definitieve uitbarsting. De Engelse bevelhebber in Boston, Sir Thomas Gage, hoorde dat kolonisten een wapenopslagplaats aanlegden in Concord, ten westen van Boston. De bevelhebber wilde op deze voorraden beslag leggen en twee leidende patriotten arresteren; Samuel Adams en John Hancock. Op weg naar Concord werden de Engelse soldaten door geweervuur van de kolonisten opgewacht. In de nacht van 19 april 1775 vonden de slagen bij Lexington en Concord plaats en klonken er schoten "die door de hele wereld klinken". De gewapende strijd om de onafhankelijkheid was begonnen.

Declaration of Independence, schilderij van John Trumbull

In 1775 kwam het Continental Congress voor de tweede maal bijeen. Het benoemde George Washington, een planter uit Virginia tot opperbevelhebber van de Amerikaanse troepen. Het Continental Congress droeg aan vijf mensen op om een onafhankelijkheidsverklaring op te stellen. Tot de opstellers van deze verklaring behoorden onder meer Benjamin Franklin, John Adams en Thomas Jefferson. Op 4 juli 1776 werd deze verklaring, grotendeels opgesteld door Jefferson, door het Continental Congress aanvaard. De Verenigde Staten van Amerika waren geboren.
De Onafhankelijkheidsverklaring, ("The Declaration of Independence") stelde dat all men het recht hebben op life, liberty and the pursuit of happiness. Abraham Lincoln heeft later verklaard dat deze verklaring het richtsnoer moet zijn voor elke vrije gemeenschap.
Het Amerikaans schip, de USS Andrew Doria, dat op 16 november 1776, met de nieuwe Amerikaanse vlag in top, de Gallow Bay van St. Eustatius kwam binnen zeilen kreeg in opdracht van Gouverneur Johannes de Graaff elf saluutschoten van Fort Oranje. Hiermee was Nederland het eerste land ter wereld dat (de facto) de Verenigde Staten erkende als onafhankelijke natie.
Inmiddels woedde de Revolutie, de Amerikaanse Onafhankelijkheidsoorlog, voort. Aanvankelijk liep het daarin niet goed voor de kolonisten. In de herfst van 1777 echter behaalde generaal Horatio Gates een overwinning op de Engelsen. Daarna keerden de kansen voor de kolonisten. Frankrijk ging, mede door beïnvloeding door Benjamin Franklin, de kolonisten tegen Engeland steunen. In 1780 gaat ook Spanje de kolonisten steunen. Als derde natie steunden de Hollanders, de bankiers van Europa, de kolonisten. John Adams werd de eerste Amerikaanse gezant in Nederland en Nederland was in die dagen een van de weinige voorbeelden van een functionerende republiek en Adams berichtte uitvoerig over – vooral de gebreken van – de oude Republiek. In 1781 werd de strijd over de onafhankelijkheid beëindigd. Op 18 oktober 1781 moest de Engelse generaal Lord Cornwallis zich te Yorktown overgeven aan de Amerikaans-Franse troepen onder leiding van Washington, hetgeen het effectieve einde van het Engelse verzet betekende. Er kwamen vredesbesprekingen en in 1783 werd de definitieve vrede in Parijs ondertekend, waarbij Groot-Brittannië de onafhankelijkheid van de Verenigde Staten erkende en zich beloofde terug te trekken uit de nieuw ontstane natie.

## Groei van de jonge natie (1789-1849)
Bij de onafhankelijkheid was de VS een verzameling van 13 staten waarvan de onderlinge samenhang niet al te groot was. Een belangrijke onopgeloste vraag was de machtsverdeling tussen de individuele staten en de Unie. Sommigen wilden een sterk centrale overheid, anderen juist een minimale macht voor de federale regering in de nieuwe hoofdstad, Washington geheten.
In Europa ontstond door de Franse Revolutie en het aan de macht komen van Napoleon een roerige tijd met langdurige oorlogen. De VS probeerden zich afzijdig te houden en richtten hun aandacht op uitbreiding van hun gebied in Noord-Amerika. In 1812 brak er met Engeland weer oorlog uit die militair in een patstelling eindigde maar die politiek en moreel in de VS als overwinning werd gezien. De laatste resten van Engelse aanwezigheid in het gebied dat de VS als hun grondgebied claimden werden verdreven en de onafhankelijkheid van het land werd bevestigd.

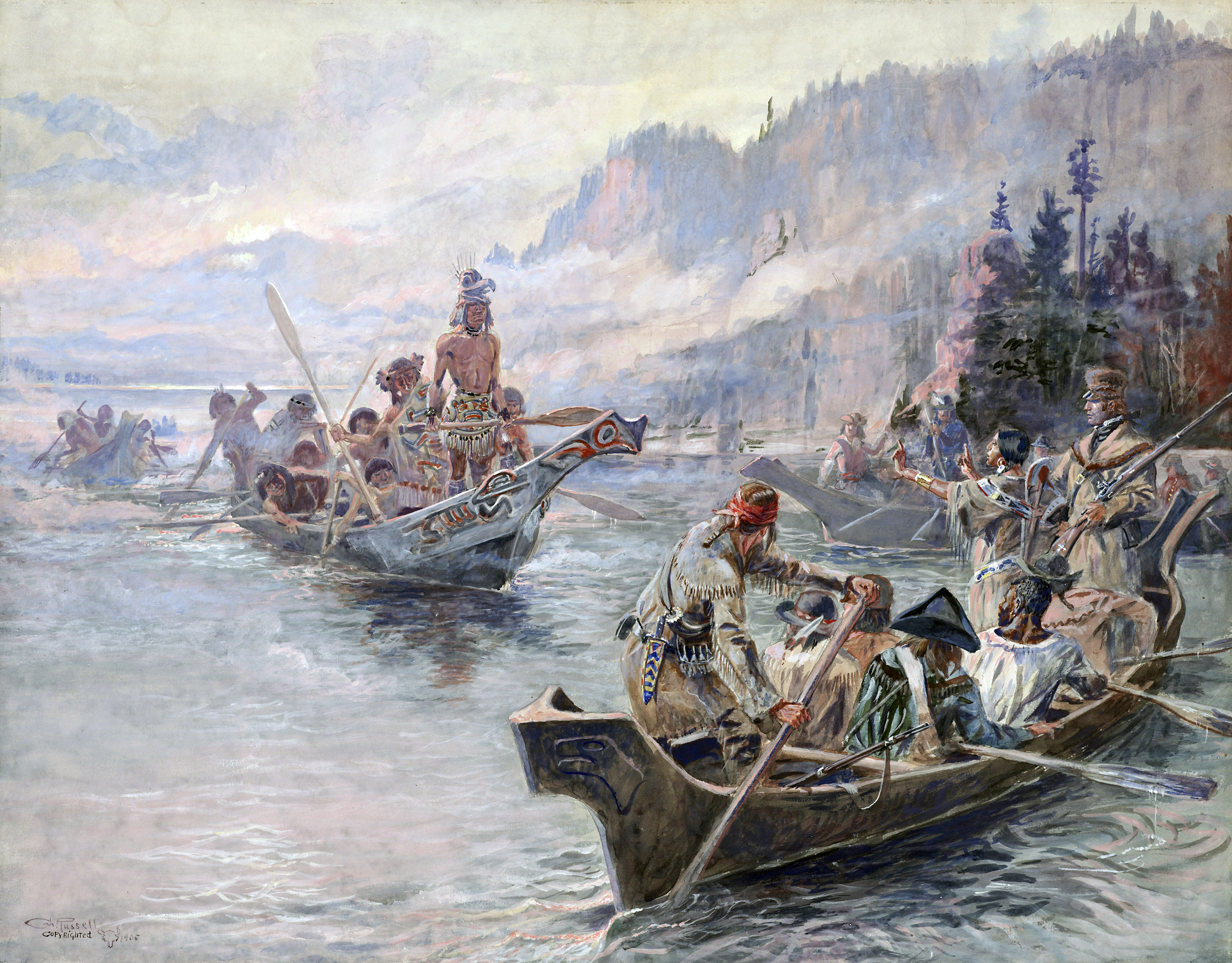
Lewis en Clark op de Columbia River

Intussen kocht de VS in 1803 het territorium Louisiana (de Louisiana Purchase) van Frankrijk. Frankrijk probeerde zo te voorkomen dat dat goeddeels nog onverkende gebied in Britse handen zou vallen terwijl de Verenigde Staten de volledige controle over de rivier de Mississippi kreeg en meer dan twee keer zo groot werden. De expeditie van Lewis en Clark maakte een begin van het in kaart brengen van het uitgestrekte nieuwe territorium en legde daarmee de grondslag voor de enorme expansie naar het westen van de latere 19e eeuw. In 1821 verkreeg de VS Spaans Florida.
In 1836 vocht Texas zich los van Mexico en werd het een onafhankelijke republiek waarna het in 1845 op eigen verzoek werd opgenomen in de Unie. Na de annexatie van Texas ontstond er een grensconflict tussen de V.S. en Mexico. Nadat er een schermutseling plaatsvond op gebied dat zowel door de VS als Mexico werd opgeëist brak in 1846 de Mexicaans-Amerikaanse Oorlog uit. Beide partijen leden zware verliezen maar toch wisten de Amerikanen vrij eenvoudig te winnen en in de herfst van 1847 werd Mexico-Stad ingenomen. Bij de vrede van Guadalupe Hidalgo raakte Mexico het noordelijke deel van zijn grondgebied aan de Verenigde Staten kwijt. Hieruit werd onder andere de staat Californië gevormd alsmede territoria die later New Mexico, Arizona en Nevada zouden worden. Kort nadat de gevechten gestaakt werden werd in Californië goud gevonden en al gauw brak de Californische goldrush uit. Er ontstond een ware volksverhuizing naar het westen en steden werden soms bijna letterlijk in één nacht uit de grond gestampt. Vele goudzoekers kwamen in San Francisco terecht, de zogenaamde "49ers".

## De afschaffing van de slavernij: de Burgeroorlog (1849-1865)
In de jaren na de oorlog met Mexico breidde de bevolking van de VS zich langzaam maar zeker uit naar het westen. De Gadsdenaankoop stelde de grens met Mexico vast en verdragen met Groot-Brittannië stelden de grens met de Britse koloniën in het latere Canada vast.
Er heerste voorts groeiende onenigheid tussen het in snel tempo geïndustrialiseerde noorden en het agrarische zuiden. De economie van het zuiden was gebaseerd op de mankracht van de zwarte slaaf, die van het noorden op de arbeider. Een groeiende beweging van abolitionisten wilde de slavernij ook in de staten bezuiden de Mason-Dixonlijn afgeschaft zien. Er bestonden clandestiene organisaties (de ondergrondse spoorweg) die zwarte slaven hielpen ontsnappen naar het noorden en naar Canada. In 1850 werd een compromis gesloten in het Congres waarbij nieuwe staten zelf mochten beslissen of ze slavernij zouden toestaan of juist verbieden. Later werd dit compromis ongrondwettelijk verklaard. Kort voor de verkiezingen van 1856 werd de Republikeinse Partij opgericht die zich tegen de slavernij keerde. In 1860 werd de Republikeinse kandidaat Abraham Lincoln gekozen als president. Veel zuidelijke staten konden dit niet verkroppen en scheidden zich af van de Unie en vormde de Confederate States of America, met Richmond in Virginia als hoofdstad. Zij beriepen zich daarbij sterk op het recht van de individuele staten om hun eigen zaken te mogen regelen. Na de inauguratie van president Abraham Lincoln liepen de spanningen hoog op en in 1861 na beschieting van het Federale depot Fort Sumter in South Carolina brak de Amerikaanse Burgeroorlog uit.

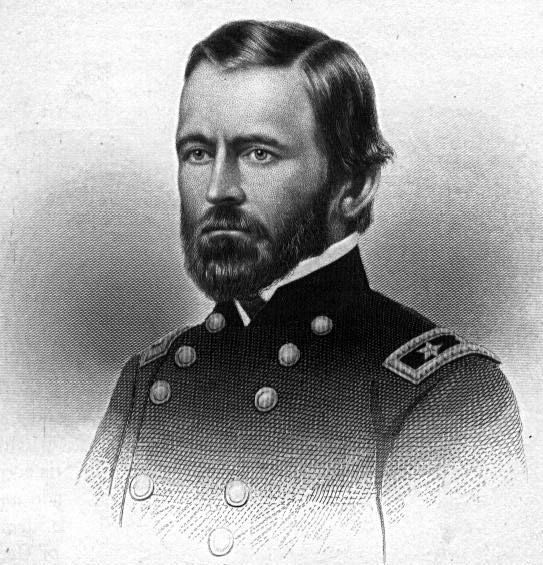
Generaal Ulysses S. Grant

Deze oorlog zou de bloedigste oorlog uit de Amerikaanse geschiedenis blijken die zich 4 jaar voortsleepte. In de eerste helft van de oorlog leken de Confederatie het voordeel te hebben, mede door een superieure leiding van het leger. Na de Slag bij Gettysburg en aanstelling van Ulysses S. Grant als bevelhebber van het Leger begon het tij te keren. De economische overheersing van het geïndustrialiseerde noorden en de maritieme blokkade van de confederatie gaf uiteindelijk de doorslag voor de noordelijke overwinning. Gedurende de oorlog proclameerde Lincoln de afschaffing van de slavernij in de staten die zich gewapend tegen de Unie verzette en eind 1865 werd via een grondwetswijziging officieel de slavernij afgeschaft. Het zuiden had van de oorlog en zijn nasleep veel te lijden. Het zou tot het midden van de volgende eeuw duren voordat het zuiden weer in opkomst zou komen.

## Opkomende wereldmacht (1865-1918)

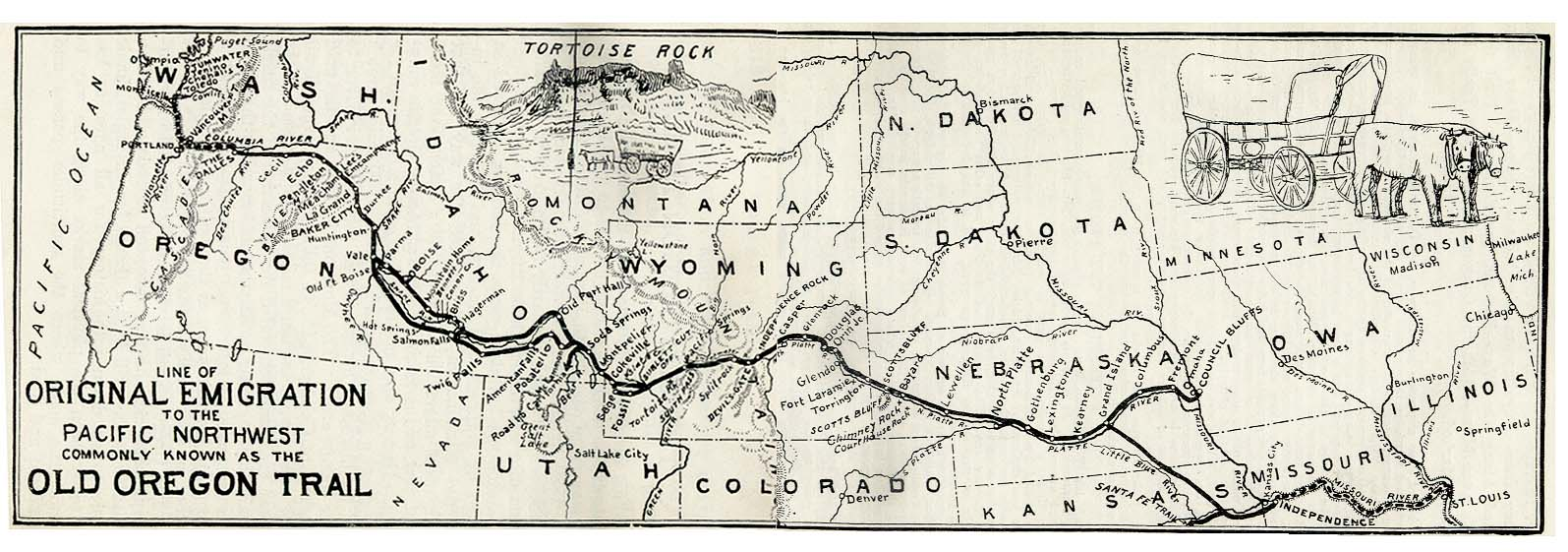
"Oregon trail" – migratie van Oost naar West

Na de Burgeroorlog volgde een korte periode van Reconstruction, waarin de zuidelijke staten, na een periode van militair bestuur, weer tot de Unie werden toegelaten. De Verenigde Staten begonnen ook aan hun klim naar internationale macht in deze periode. Een niet te stuiten toestroom van Europese immigranten en de ontwikkeling van een industriële basis die ongekend was in de rest van de wereld legden hiervoor het fundament. De aanleg van spoorwegen die de oost- en westkust verbonden, maakte een snel doordringen in het nog wilde gebied ertussen mogelijk. Voor de oorspronkelijke Amerikanen leidde dit tot hun neergang, vooral omdat de bizon – grotendeels hun bron van levensonderhoud – op de rand van uitsterven gebracht werd.
In de laatste jaren van de 19e eeuw werden de VS een grote macht die controle uitoefende over de Filipijnen, Cuba en Guam alsmede over meerdere eilanden in de Grote Oceaan. De nederlaag van Spanje in de Spaans-Amerikaanse Oorlog lag hieraan ten grondslag. Reeds zeventig jaar eerder waren bepaalde Amerikaanse politici erin geïnteresseerd om Cuba te annexeren. Vooral politici uit het Zuiden van de VS waren er voor de Amerikaanse Burgeroorlog voor te vinden om een nieuwe lidstaat tot de Unie te laten toetreden waar slavernij bestond. Anderen hadden hierbij bedenkingen op racistische basis, omdat op Cuba veel mensen leefden van Afrikaanse afkomst en wilden daarom niet dat Cuba een volwaardige staat van de Verenigde Staten zou worden. 
Cuba bleef formeel onafhankelijk, maar de Verenigde Staten kenden zichzelf wel het recht toe op militaire interventie, iets waar ze ook gebruik van maakten. Dit en de totale afhankelijkheid van de Cubaanse economie van de Amerikaanse, toonden aan dat deze onafhankelijkheid aanvankelijk slechts schijn was. De Filipijnen werden een Amerikaanse kolonie. Hiervoor waren verschillende motieven. Wegens de onstabiele situatie in China wilde de VS aanwezig zijn in Oost-Azië. Anderzijds wilden ze voorkomen dat de Filipijnen onafhankelijk zou worden of dat Duitsland zichzelf zou bedienen en het land een Duitse kolonie zou worden.
In 1917 werden de VS in de Eerste Wereldoorlog betrokken.

## Isolationisme (1918-1941)
Gedesillusioneerd door het falen in de periode na de oorlog om de hoge idealen te bereiken die door President Woodrow Wilson waren beloofd, koos het Amerikaanse volk wederom voor isolationisme: ze richtten hun aandacht naar binnen, weg van internationale relaties en uitsluitend nog op binnenlandse aangelegenheden en die van het westelijk halfrond.
Tijdens de roerige jaren twintig (de Roaring Twenties) beleefden de VS een ongekende opgang, die echter bruut werd onderbroken door de Beurscrash van 1929. De depressie die hierop volgde bereikte in 1933 een treurig dieptepunt zonder dat het hierna echt beter ging. Dit ondanks pogingen van de regeringen Hoover en Roosevelt die met grootschalige projecten de werkloosheid te lijf gingen.
Het isolationisme zorgde aanvankelijk ervoor dat de VS zich militair buiten de Tweede Wereldoorlog hielden. Wel werd er via de Lend-Lease Act geld en materiaal naar de geallieerden gestuurd. De Japanse aanval op Pearl Harbor in 1941 en de Duitse oorlogsverklaring zorgden ervoor dat de VS deelnamen aan de Tweede Wereldoorlog.

## Tweede Wereldoorlog en het gevolg: de Koude Oorlog (1941-1964)
De oorlog zou vier jaar duren voordat de vijand definitief verslagen was. De atoomaanvallen op Japan in 1945 waren daarbij van doorslaggevende betekenis. Nazi-Duitsland was een aantal maanden eerder al verslagen.
Het naoorlogse tijdperk in de Verenigde Staten werd bepaald door de steeds grimmigere Koude Oorlog, de wapenwedloop met de Sovjet-Unie en de door de Spoetnikcrisis versnelde Ruimtewedloop. De oorlog in Korea was de eerste grote test van de Koude Oorlog.
Ondertussen rondde het Amerikaanse volk de migratie van de boerderijen naar de steden af, begon de economie zich om te vormen van een industriële basis naar een diensteneconomie en maakte de welvaart van een triomfantelijk Amerika een sterke groei door. Tegelijkertijd werden de zaadjes van het ongenoegen gezaaid die later zouden uitgroeien tot de sociale revolutie van het eind van de jaren zestig.
Tijdens het presidentschap van John F. Kennedy beleefde de Koude Oorlog zijn heetste momenten tijdens de Cubacrisis, waarin ternauwernood een atoomoorlog vermeden werd toen de Sovjet-Unie onder zware druk offensieve atoomraketten uit Cuba terugtrok.

## Vietnam en sociale onrust (1964-1980)
Terwijl de Koude Oorlog zich voortsleepte stapten de Verenigde Staten in de Vietnamoorlog. Tegelijk kwam een reeds lang sluimerende sociale onvrede in de samenleving naar boven waardoor vrouwen, minderheden en jongeren in opstand kwamen. Enkele politieke moorden (op John F. Kennedy, Malcolm X, Robert Kennedy en Martin Luther King) zorgden voor grote onrust en stortten het land in de grootste crisis sinds de Amerikaanse Burgeroorlog. President Lyndon B. Johnson (Democraat) reageerde met het verbeteren van de gezondheidszorg en antidiscriminatiewetten. Tijdens de jaren zeventig hadden de VS te maken met een periode van malaise veroorzaakt door stagflatie, de oliecrisis en de eerste verschijnselen van internationaal terrorisme.
President Richard Nixon, Republikein, raakte verwikkeld in de affaire rond Watergate die in 1974 uitmondde in een dreigende Impeachment (afzettingsprocedure). Nixon trok zijn conclusies en trad af, als eerste (en tot nu toe enige) Amerikaanse president. Zijn opvolger Gerald Ford kon geen naam voor zichzelf maken en in 1976 werd de democraat Jimmy Carter gekozen tot president. De VS kende een verder afnemend gevoel van zelfvertrouwen tijdens de jaren van Ford en Carter en de Misery index, een indicator die de economische toestand aangaf, steeg de pan uit. Critici van de VS zagen in deze periode een teken dat hun natie tanende was en haar belang en idealen had verloren. In 1980 werd de vroegere Hollywoodacteur en gouverneur van Californië, de Republikein Ronald Reagan tot president gekozen.

## Supermacht (1980-1988)
President Reagan gaf het Amerikaanse volk weer zijn zelfvertrouwen terug. De door tegenstanders als Cowboy omschreven president had een ongetemperd optimisme en vertrouwen in de VS die hij een helderschijnende stad op een heuvel noemde. Na een langzame start werd de economie sterk aangewakkerd als gevolg van Reagans belastingmaatregelen. De keerzijde van zijn beleid was wel een tot recordhoogtes stijgend begrotingstekort.
In de buitenlandse politiek was Reagan daadkrachtig en, volgens critici, roekeloos. Hij was een fervent anticommunist en hij schroomde er niet voor terug harde taal te gebruiken jegens de Sovjet-Unie. Ook voerde hij de wapenwedloop op om zo de Sovjet-Unie financieel op de knieën te krijgen. Samen met zijn geestverwant en goede vriendin Margaret Thatcher, de premier van Groot-Brittannië, zag hij in de in 1985 aan het roer gekomen Sovjetleider Gorbatsjov een gesprekspartner.
Toen de Sovjet-Unie uiteindelijk viel en het Oostblok liberaliseerde, groeide de welvaart van de Verenigde Staten tot ongekende hoogte, evenals de schuldenlast en internationale verstrengelingen van het land. Sociale veranderingen hielden aan, echter langzamer dan in de jaren zestig, terwijl de 'babyboomers' de puntjes op de i van hun revolutie zetten.

## Hedendaags Amerika (1988-heden)
Na het uiteenvallen van de regering in de Sovjet-Unie waren de Verenigde Staten hun grootste tegenstander kwijt. De nieuwe periode die was aangebroken kan men als een nieuw hoogtepunt in Pax Americana beschouwen. Reagans opvolger, George H. W. Bush zag zich geconfronteerd met de inval in Koeweit van Saddam Hoesseins Irak; het begin van de Golfoorlog van 1990-1991. In 1991 vond de door Amerika geleide Operatie Desert Storm plaats die Irak weer uit Koeweit verdreef.
In 1992 wist de Democratische presidentskandidaat Bill Clinton de verkiezingen te winnen. Met de leus It's the economy, stupid wist hij, met een historisch dieptepunt in het percentage stemmen van een winnend kandidaat, namelijk 43%, president van de Verenigde Staten te worden. Onder zijn bewind zette de economie van de VS haar hoge groei, die onder Reagan was begonnen, door. Ook de Europese economie wist hiervan mee te profiteren.
Irak hield Clinton vaak bezig en de conflicten in de Balkan en Somalië vereisten de inzet van Amerikaanse troepen. De inzet in de Balkan werd vooral buiten de Verenigde Naties om geregeld, met name door de NAVO. De Vredesakkoorden van Dayton maakten een einde aan het conflict in Bosnië en Herzegovina maar al gauw waren de VS en de NAVO verwikkeld in een conflict tegen Servië om Kosovo.
In 1996 won Clinton wederom de verkiezingen. Zijn leiderspositie kreeg moreel een tegenslag te verwerken door diverse schandalen die zijn regeerperiode teisterden. In 1999 werd Clinton de tweede president ooit die met een afzettingsprocedure (impeachment) te maken kreeg, nadat hij meineed zou hebben gepleegd in een zaak betreffende seksuele contacten met Monica Lewinsky, een stagiaire op het Witte Huis. Clinton ontkwam echter aan een veroordeling in de Senaat.

### 11 september 2001

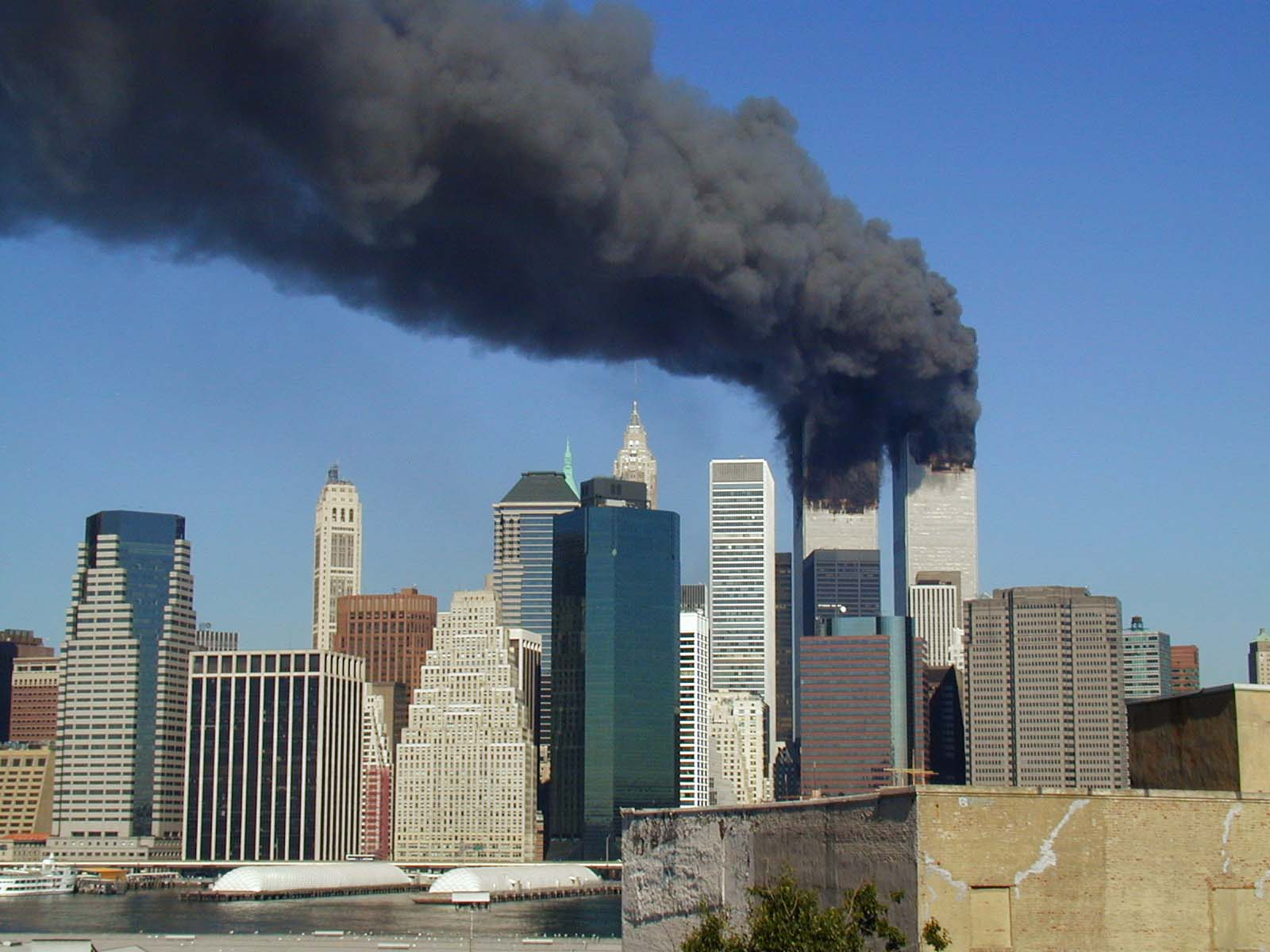
Twin Towers in brand na de aanslag

In 2000 wist George W. Bush met een kleine meerderheid van de kiesmannen het presidentschap te winnen. In het begin van zijn eerste termijn werden de Verenigde Staten opgeschrikt door de eerste aanval op eigen grondgebied sinds de aanval van Japan op Pearl Harbor in 1941. De twee torens van het World Trade Center in New York werden verwoest met door met Al Qaida terroristen bestuurde lijnvliegtuigen, evenals een deel van het Pentagon nabij Washington. Een vierde lijnvliegtuig stortte in Pennsylvania neer nadat passagiers de kapers hadden weten te overmeesteren. Het gevolg van deze aanval was de door Bush als zodanig aangeduide "strijd tegen terrorisme". Eind 2001 wierp het Amerikaanse leger met brede internationale steun de Talibanregering in Afghanistan omver.
In 2003 viel de VS Irak tijdens de Irakoorlog binnen. Hierbij werd het land door meer dan 30 andere landen gesteund. Reden voor deze kleinere steun was mede het feit dat de Verenigde Naties het niet eens konden worden over de inval in Irak en veel landen het dan ook niet konden steunen. Na een snelle overwinning van de Amerikaanse troepen, werd Bagdad door de Amerikanen bezet. In december 2003 wisten de Amerikaanse troepen ook Saddam Hoessein op te pakken. Er brak in Irak vervolgens een groeiende tegenstand uit die vele levens kostte. Intussen was er internationaal kritiek op het Amerikaanse optreden ontstaan.
Nadat in 2005 Irak formeel weer werd overgedragen aan de Irakezen leek de rust aanvankelijk weer enigszins terug te keren. Beloofd werd dat de Amerikaanse troepen in 2006 zouden beginnen met een algehele terugtrekking. Dit werd later weer uitgesteld, met name met het oog op het blijvende sektarisch geweld in Irak. In 2007 gooide president Bush het roer in Irak radicaal om met de zogenaamde surge. Het aantal Amerikaanse troepen in Irak werd flink uitgebreid om zodoende het land meer stabiliteit te bezorgen hetgeen ook goeddeels lukte.

### Financiële crisis
Aan het einde van het tijdperk Bush stortte de wereldeconomie in en was een diepe recessie een feit. In de Verenigde Staten werden recordhoeveelheden geld gespendeerd om de economie te stimuleren. In 2008, tijdens deze economisch tumultueuze tijd, werd bij de presidentsverkiezingen voor het eerste maal een Afro-Amerikaan als president verkozen, senator Barack Obama. Bij deze verkiezingen behaalden zijn partijgenoten van de Democratische Partij ook overwinningen voor het Congres en bij lokale verkiezingen. Aanvankelijk had Obama brede steun in zowel het binnen- als buitenland. Gaandeweg nam zijn populariteit in 2009 echter radicaal af, mede na het aannemen van een wet in het Congres die het Amerikaanse zorgstelsel hervormde alsmede de steeds verder oplopende recorduitgaves en nationale schuldenlast. Deze tanende populariteit werd onderstreept door enkele verkiezingsnederlagen van de Democraten in districten waar zij normaliter een grote meerderheid behalen. Er ontstaat een conservatieve proteststroming die als de tea-party movement bekend werd. Ook onder onafhankelijke kiezers nam zijn populariteit af.

### Jaren '10
In 2010 tekende president Obama de Patient Protection and Affordable Care Act beter bekend als Obamacare voor de hervorming van de Amerikaanse gezondheidszorg en de verplichting op te leggen aan alle Amerikanen om een gezondheidsverzekering af te sluiten. Nadien is er hevig verzet hiertegen vanuit de Republikeinse partij en zijn meerdere pogingen geweest om de wet af te schaffen. President Trump heeft al diverse pogingen gedaan om de wet af te schaffen maar dat is ondanks de Republikeinse meerderheid in beide kamers nog niet gelukt. Wel zijn al belangrijke onderdelen van de wet geschrapt, zoals de verzekeringsverplichting.
Internationaal stond Obama's presidentschap in het teken van een meer tegemoetkomend beleid jegens traditioneel niet als bevriend bekendstaande landen als Rusland en Iran alsmede een toenadering tot islamitische landen en groeperingen terwijl er juist een hardere lijn wordt gevoerd tegen bondgenoten. Trump zette dit beleid niet voort en stelde zich harder op met name richting Iran. Onder zijn leiding komt in 2020 een verzoening tot stand tussen Israël en een aantal Golfstaten.

### Jaren '20
In maart 2020 brak in de Verenigde Staten de coronapandemie uit, net zoals over de rest van de wereld. Dit betekende een grote uitdaging voor het Amerikaanse gezondheidsstelsel. Het land kreeg de epidemie maar erg moeilijk onder controle, onder meer door de negationistische aanpak van president Donald Trump. Hij ontkende de ernst van het virus, weigerde lange tijd mondmaskerplicht in te voeren en verspreidde foutieve en zelfs gevaarlijke theorieën over de behandeling ervan. Zo suggereerde hij het inspuiten van bleekwater. 
Op 25 mei 2020 werd de 46-jarige, zwarte George Floyd door een politieagent gedood bij een arrestatie in Minneapolis. De agent plaatste 8 minuten en 46 seconden zijn knie in de nek van Floyd. Het hele gebeuren werd gefilmd door omstaanders. Dit bracht een zoveelste schokgolf teweeg bij de Black Lives Matter-beweging, dit keer echter groter dan vorige keren. Over de hele wereld kwamen mensen op straat om te betogen tegen politiegeweld ten aanzien van zwarten. Op talloze plaatsen werden standbeelden verwijderd van omstreden historische figuren.
Op 6 januari 2021 beleefde het land een politieke thriller. Het was de dag waarop het congres officieel de overwinning van Joe Biden als president-elect moest bevestigen. Zittend president Donald Trump had eerder die dag een opruiende toespraak gegeven voor tienduizenden aanhangers in Washington D.C. waarin hij opriep om het verkiezingsresultaat niet te aanvaarden en naar het Capitool te trekken om zich er te laten horen. Dit namen enkele honderden aanhangers echter heel letterlijk toen ze overgingen tot het bestormen en binnendringen van het Capitool. Binnen was de zitting van het Congres aan de gang onder leiding van vicepresident Mike Pence. Alle politici werden in allerijl geëvacueerd. De gewelddadige betogers lieten een spoor van vernieling na. De National Guard kon rond middernacht de betogers uit het gebouw verdrijven, waarna de zitting werd hervat, en Biden uiteindelijk om half vijf 's nachts (lokale tijd) tot volgende president werd benoemd. Er vielen 5 doden en verschillende gewonden. 68 betogers werden gearresteerd. Vanuit de hele wereld kwamen misnoegde reacties op deze gebeurtenis. Het werd beschouwd als een aanval tegen de Amerikaanse democratie. Trump kwam in opspraak voor zijn rol hierin. Verschillende partijgenoten distantieerden zich dan ook van hem. Ook namen in het Witte Huis tal van naaste medewerkers van de president ontslag.